# فوت-کندل
شمع-فوت یا فوت-کندل (انگلیسی: Foot-candle) واحدی غیر اس آی است که برای سنجش شدت نور استفاده می‌شود. یک شمع‌فوت برابر یک لومن بر یک فوت مربع است.